# Brisbane Barracudas
El Brisbane Barracuda es un club acuático australiano en la ciudad de Queensland.

## Historia
El club fue fundado en 1963 por un grupo de socorristas y surfistas con el nombre de Tugun Water Polo club que vieron en el deporte del waterpolo una manera de ponerse en forma.
En 1973 el portero Tony West fue el primer integrante del equipo en competir en la selección australiana.

## Palmarés
- 3 veces campeón de la Liga de Australia de waterpolo femenino (2009-11)
- 1 vez campeón de la Liga de Australia de waterpolo masculino (2004)